# Rotarmist
Rotarmist, auch Kämpfer (russisch красноармеец krasnoarmejez), war die Rangbezeichnung für den niedrigsten Mannschaftsdienstgrad der „Roten Arbeiter- und Bauernarmee“ in Sowjetrussland ab 1918 und später der UdSSR bis 1946.
Das Äquivalent zu diesem OR1-Rang in der Luftwaffe lautete „Roter Luftfahrer“ (krasnowosduchoplawatel) und in der Seekriegsflotte „Roter Matrose“ (krasnoflotez).
| Niedrigerer Rang: keiner | Rotarmist (Roter Luftfahrer / Roter Matrose) | Höherer Rang: Truppführer |

## Geschichte
Die Synonym-Bezeichnung „Soldat“ wurde aus Gründen der Abgrenzung zur Konterrevolution absichtlich vermieden. Im Jahre 1924 wurden einheitliche Uniformen eingeführt und Rangabzeichen in Form von Patten sowie Ärmelabzeichen für Uniformmantel und Kragenabzeichen, die an Feldbluse oder Gymnastjorka als Aufnäher zu tragen waren. Die Kragenabzeichen warten entsprechend der Zugehörigkeit zu verschiedenen Waffengattungen farblich unterschiedlich gehalten. 

- Infanterie: – Untergrund himbeerfarben Wollstoff, Rand-Paspelierung schwarz
- Kavallerie: – Untergrund sattes blau, Rand-Paspelierung schwarz
- Artillerie & Panzertruppe: – Untergrund schwarz, Rand-Paspelierung rosa
- Technische – und Nachrichtentruppen: – Untergrund schwarz, Rand-Paspelierung blau
- Fliegertruppe (Luftstreitkräfte): – Untergrund himmelblau, Rand-Paspelierung rot
- Truppenverwaltung, Nachschub, Versorgung und Logistik: – Untergrund dunkelgrün, Rand-Paspelierung rot

Zudem war am Kragenabzeichen der Rotarmisten die jeweilige Regimentsnummer, als Zeichen der Zugehörigkeit zum jeweiligen Truppenteil, angebracht.
Im Rahmen der Namensänderung von „Rote Armee“ in „Sowjetarmee“ im Jahre 1946 wurde auch die Rangbezeichnung „Rotarmist“ aufgegeben und in „Soldat“ (russische Originalbezeichnung: рядовой rjadowoi) geändert.

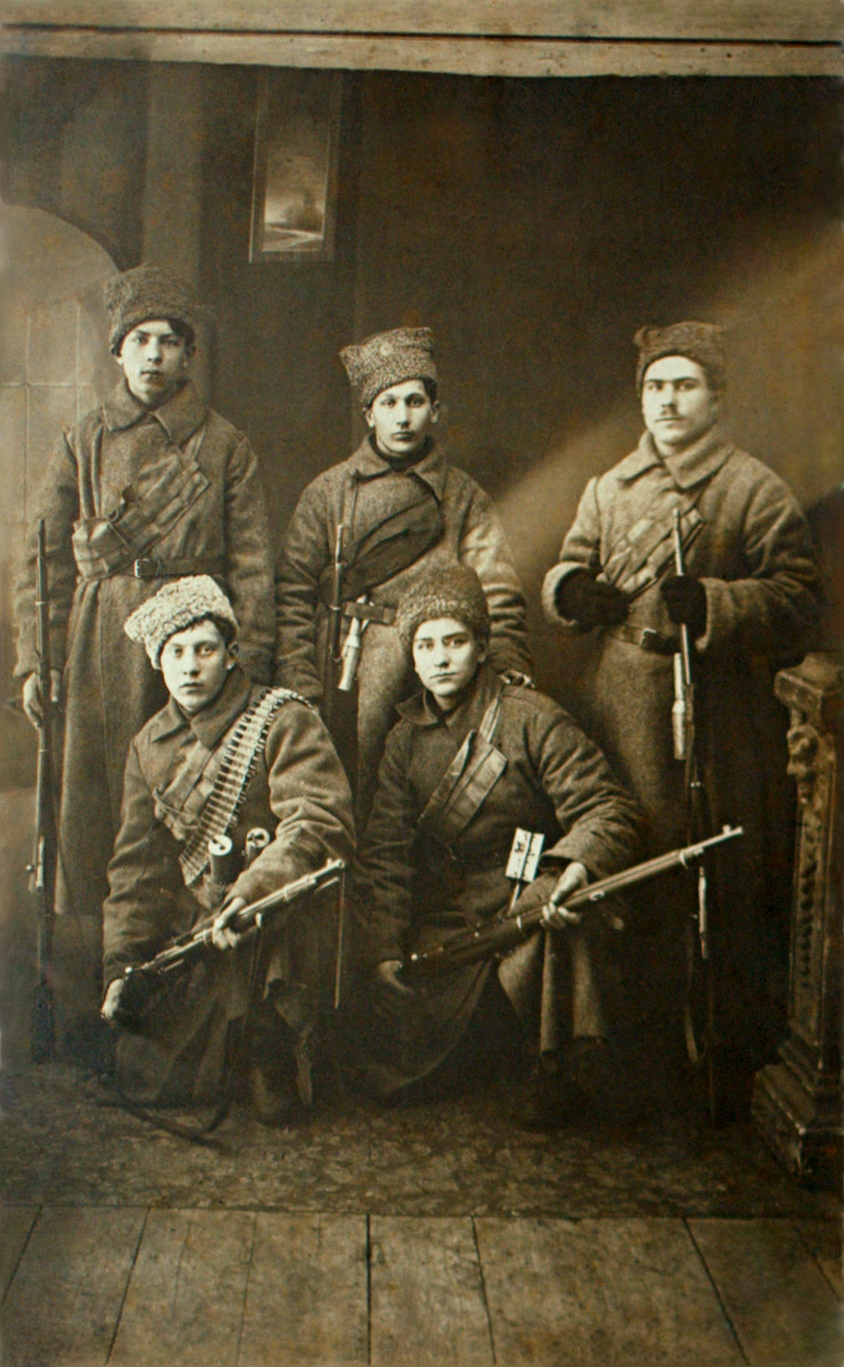
Petrograder Rotarmisten vor dem Kampfeinsatz gegen Gen. Kalidin, 1918.
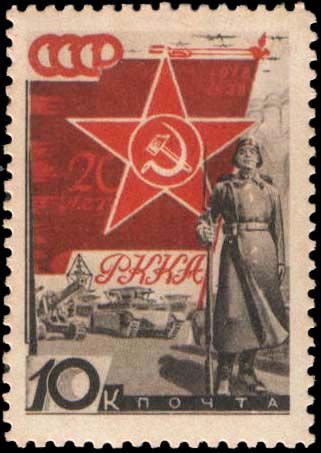
„Rotarmist“ Postwertzeichen zum 20. Jahrestag der Roten Armee, 1938.